# Музаффар ад-Дін Хаджадж
Музаффар ад-Дін Хаджадж (бл. 1247 — 1291) — 4-й султан Кермана з династії Кутлугханідів у 1257—1267 роках.

## Життєпис
Син султана Кутб ад-Дін Мухаммад-хана та Кутлуг Туркан. Дата народження невідома, але знано, що він був неповнолітнім на момент смерті батька у 1257 році. Тому серед емірів почався розгардіяш: одні вважали за потрібне передати трон Музаффару, інші підтримували його матір. Каган Мунке підтримав музаффар, плануючи призначити Кутлуг Туркан регенткою до його повноліття. Своєю чергою хан Хулагу призначив сина й матір правителями Керману, а для противаги Кутлуг Туркан її зять Азад ад-Діна Еміра Хаджі Лашкарі став командувачем керманського війська.
Фактична влада належала його матері. 1264 року одружився з донькою Аргун-аки, колишнього намісника Персії, — Бекі-хатун. Звитяжив у військових кампаніях Хулагу й Алгу проти Хайду й Ариг-буги.
1267 року вирішив відсторонити матір від влади. В свою чергу Кутлуг Туркан звинуватив сина у змові проти Абака-хана, який відправив війська проти Музаффар ад-Дін. Той втік до сістанського маліка Насир ад-Дін Мухаммада з династії Міхрабанідів. Останній 1271 року спробував відновити Хаджаджа на троні. Попри перемогу над Кутлуг Туркан, музаффар не зміг відвоювати Керман. 1275 року залишив Сістан, перебравшись до Делійського султанату. тут перебував на утриманні місцевого правителя
У 1291 році султан Джалал-уд-дін Фіруз Хілджі надав йому військо для відновлення на троні. Проте на шляху до Кермана Музаффар ад-Дін у грудні того ж року помер у містечку Бакр.